# Американський трионікс гладенький
Американський трионікс гладенький (Apalone mutica) — вид черепах з роду американський трионікс родини трикігтеві черепахи. Має 2 підвиди. Інша назва «гладенька м'якотіла черепаха».

## Опис
Загальна довжина карапаксу коливається від 12 до 35 см. Спостерігається статевий диморфізм: панцир самиць майже удвічі довший, ніж у самців. Голова велика та широка. Ніс витягнутий. Тім'яна та виличні кістки з'єднані з поверхнею черепа. Панцир повністю гладенький, без горбків, сильно сплощений. Звідси й походить назва цієї черепахи. Карапакс м'який, гнучкий. Лапи мають розвинені перетинки.
Забарвлення карапаксу та пластрону коричневе або оливкове з темний крапочками або рисочками. Шкіра тварина дещо світліша за панцир.

## Спосіб життя
Полюбляє швидкі річки та струмки. Більшу частину життя проводить у воді. Харчується рибою, комахами, іноді рослинами.
Статева зрілість настає у 6—7 років. Самиця відкладає від 3 до 28 яєць, які відкладає на відстані до 100 м від водойми. Кладки відбуваються з травня по липень й з серпня по жовтень. Інкубаційний період триває від 11 до 13 тижнів.

## Розповсюдження
Мешкає у штатах США: Огайо, Міннесота, Північна Дакота, Південна Дакота, Небраска, Канзас, Оклахома, Техас, Міссісіпі, Міссурі, Айова, Арканзас, Луїзіана, Іллінойс, Вісконсин, Індіана, Кентуккі, Теннессі, Західна Вірджинія, Алабама, Флорида, Нью-Мексико.

## Підвиди
- Apalone mutica mutica
- Apalone mutica calvata